# Lycée-collège des Creusets
Pour les articles homonymes, voir LCC.
Le lycée-collège des Creusets (abrégé LCC) est une école de maturité située à Sion dans le canton du Valais.

## Historique
Le Collège des Creusets a été inauguré en 1979 au sud de la commune de Sion. Il est la première école de Suisse à mettre en place un système de maturité bilingue en 1994[source insuffisante]. Depuis 2001, elle abrite la fondation Fellini pour le cinéma, une fondation qui gère une partie du dépôt des archives de Federico Fellini[source secondaire nécessaire].
Le LCC est l'une des deux écoles de maturité de la ville de Sion, la deuxième étant le lycée-collège de la Planta (LCP). Le premier possède un observatoire astronomique situé aux mayens d'Arbaz, qui fut créé par des élèves de l'école.
Depuis l'année scolaire 2009/2010, un échange linguistique est proposé à tous les étudiants de deuxième année pour effectuer leur troisième année à Saint-Gall à la Kantonsschule am Burggraben.
En 2012, un changement dans le système d'attribution des maturités provoque un taux d'échec record.
Le bâtiment principal est entouré de trois pavillons, d’une halle de sport triple, d’un grand parc et d'un planétarium. Ce dernier, construit en 2018, vise à augmenter l'attrait de l'astronomie auprès du corps estudiantin et du grand public.[réf. nécessaire]
Les Creusets font régulièrement polémique en raison de la place de la religion au sein de l'établissement. En 2014, lors du mandat de Benjamin Roduit, un article du Courrier fait état de plusieurs problèmes liée à l'orientation des conférenciers invités et à la retraite annuelle à l'Hospice du Simplon. En 2020, le contenu de certains cours de science des religions sont critiqués pour être ouvertement prosélytiques.

### Recteur
- Depuis juillet 2022 : Xavier Gaillard[7]

- juillet 2017 - juin 2022 : Christian Wicky[8],[9]
- 2003 - 2016 : Benjamin Roduit[10]

## Anciens étudiants
- Christophe Clivaz
- Christophe Darbellay
- Sophie Lamon
- Mathias Reynard
- Jean-Pierre Siggen